# Tom Wideman
Thomas Rutledge Wideman , más conocido como Tom Wideman (nacido el 5 de noviembre de 1976 en Hartsville, Carolina del Sur)  es un exjugador de baloncesto estadounidense. Con 2.10 de estatura, su puesto en la cancha era el de pívot. 

## Biografía
Jugó su etapa de High School en el instituto Walton en la población de Marietta (Georgia). Su etapa universitaria se desarrolló en los Clemson Tigers de la Universidad Clemson, donde jugó en la NCAA desde 1995 a 1999. En ese año, fue elegido en tercera ronda del draft de la liga CBA, en el puesto 23, por Fort Wayne. Jugó durante esta temporada en la liga USBL en los Pennsylvania ValleyDawgs, para en esa misma temporada ser cortado y jugar en los Dodge City Legend donde jugó solo 7 partidos, aunque su equipo se proclamó campeón de la liga ese año.
Durante la temporada del año 2000 juega en Gran Bretaña en los London Towers, donde es cortado el 16 de diciembre del 2000. En esa misma temporada es fichado el 29 de enero del 2001 por los Skyliners Frankfurt de Alemania, donde es fichado para suplir la baja por lesión del pívot Walter Palmer.
Durante la temporada 2001/2002, vuelve a Estados Unidos para jugar en una liga menor de la NBA, la NBDL donde juega en los South Carolina Greenville.
En la temporada 2002/2003 se incorpora a la liga LEB al equipo Rosalía de Castro donde llega a jugar los playoff por el ascenso, para la siguiente temporada fichar por el Farho Gijón, donde despunta dentro de la liga. En el 2004 ficha por el recién descendido Baloncesto Fuenlabrada, donde consigue ganar la Copa del Príncipe y ascender a ACB.
En 2005 juega en ACB con el Fuenlabrada como pívot titular hasta el final de la temporada 2007-2008 cuando ficha por el MMT Estudiantes.
Se retira en silencio tras su periplo por MMT Estudiantes, y marcha a Estados Unidos para trabajar como representante financiero.

## Clubes
- Universidad de Clemson - (USA) - 1995 a 1999
- Pennsylvania ValleyDawgs - (USA) - 1999
- Dodge City Legend - (USA) - 2000
- London Towers - (GBR) - 2000
- Skyliners Frankfurt - (GER) - 2001
- South Carolina Greenville - (USA) - 2001 a 2002
- Rosalía de Castro - (ESP) - 2002 a 2003
- Farho Gijón - (ESP) - 2003 a 2004
- Alta Gestión Fuenlabrada - 2004 a 2008
- MMT Estudiantes - 2008 a 2009

### Campeonatos nacionales
- Liga USBL con Dodge City Legend - (USA) - 2000
- Copa del Príncipe con Fuenlabrada - (ESP) - 2004
- Liga LEB con Fuenlabrada - (ESP) - 2005